# Andrei Búbnov
Andrei Sergeyevich Búbnov (em russo: Андрей Сергеевич Бубнов; Ivanovo-Voznesensk, 22 de marçojul./ 3 de abril de 1884greg. - Kommunarka, 1º de agosto de 1938) foi um líder político, partidário e militar soviético. Atuou como membro do Comitê Central do partido comunista entre 1917 e 1918 e de 1924 a 1937. Também foi candidato a membro do Comitê Central de 1912 a 1917, 1919 a 1920 e de 1922 a 1924. Presidente de vários comissariados do povo da RSS da Ucrânia e da URSS. Búbnov foi um dos organizadores do Likbez, o exitoso programa de erradicação do analfabetismo na URSS.

## Primeiros anos
Búbnov nasceu em Ivanovo-Voznesensk no Governorato de Vladimir (hoje Ivanovo, Oblast de Ivanovo, Rússia) em 23 de março (4 de abril de acordo com o calendário gregoriano) de 1884 na família de um comerciante russo local. Ele foi expulso da Universidade de Moscou por atividades revolucionárias. Estudou no Instituto Agrícola de Moscou e, em seu tempo de estudante, ingressou no Partido Operário Social-Democrata Russo (POSDR) em 1903. Ele era um apoiador da facção bolchevique do partido. No verão de 1905, juntou-se ao comitê do partido em Ivanono-Voznesensk e foi seu delegado na 4ª (1906) e 5ª (1907) conferências do partido, em Estocolmo e Londres. Entre 1907 e 1908, ele foi membro do comitê do POSDR em Moscou e do comitê bolchevique para a Região Econômica do Centro. Búbnov foi preso em 1908.

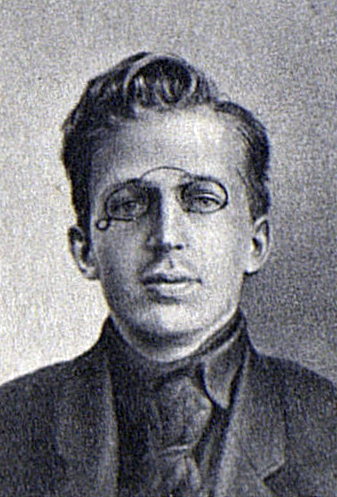
Búbnov em 1906

Ao ser libertado da prisão em 1909, Búbnov foi nomeado agente do Comitê Central em Moscou. Foi preso novamente em 1910 e colocado em uma fortaleza. Após sua libertação em 1911, ele foi enviado para organizar os trabalhadores em Nizhny Novgorod. A partir daí, foi um dos organizadores da Conferência de Praga de janeiro de 1912, a primeira a excluir todos os membros do POSDR que não fossem bolcheviques. No momento da conferência estava preso, mas foi eleito in absentia candidato a membro do primeiro Comitê Central totalmente bolchevique. Posteriormente, ele foi enviado a São Petersburgo para ajudar no lançamento do Pravda e para trabalhar com a facção bolchevique na Quarta Duma. Preso mais uma vez, ele foi deportado para Kharkov.

## Revolução Russa e Guerra Civil
Com a eclosão da Primeira Guerra Mundial, Bubnov envolveu-se no movimento antiguerra. Porém, ele logo foi preso e deportado para Poltava. Mudou-se para Samara, onde foi preso em outubro de 1916 - pela décima terceira vez, no total - e exilado para a Sibéria. Bubnov voltou a Moscou em 1917, após a Revolução de Fevereiro. Ele ingressou no Soviete de Moscou e, na 6ª Conferência do Partido em julho de 1917, foi eleito para seu comitê central. Em agosto, ele se mudou para Petrogrado. Pouco antes da Revolução de Outubro, ele foi eleito um dos sete membros do primeiro Politburo bolchevique ao lado de Lenin, Zinoviev, Kamenev, Trótski, Stalin e Sokolnikov.

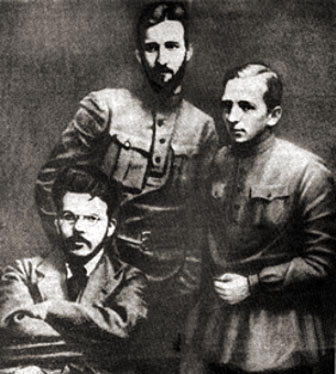
Membros do Comitê Revolucionário Militar Ucraniano, Volodymyr Zatonsky, Yuriy Kotsyubinsky, e Andrei Búbnov em 1918

Como membro do Comitê Militar Revolucionário, ele ajudou a organizar a Revolução de Outubro, mas em fevereiro de 1918, ele era um dos principais membros da facção comunista de esquerda (comunismo de esquerda), que se opôs à decisão de Lenin de assinar o Tratado de Brest-Litovski, para acabar com a guerra com a Alemanha. Durante a Guerra Civil Russa, Bubnov juntou-se ao Exército Vermelho e lutou na Frente Ucraniana. Em 1921–22, ele foi colocado no norte do Cáucaso.

## Na União Soviética
Após a guerra, ele se juntou ao Comitê do Partido de Moscou e tornou-se membro da Oposição de Esquerda.

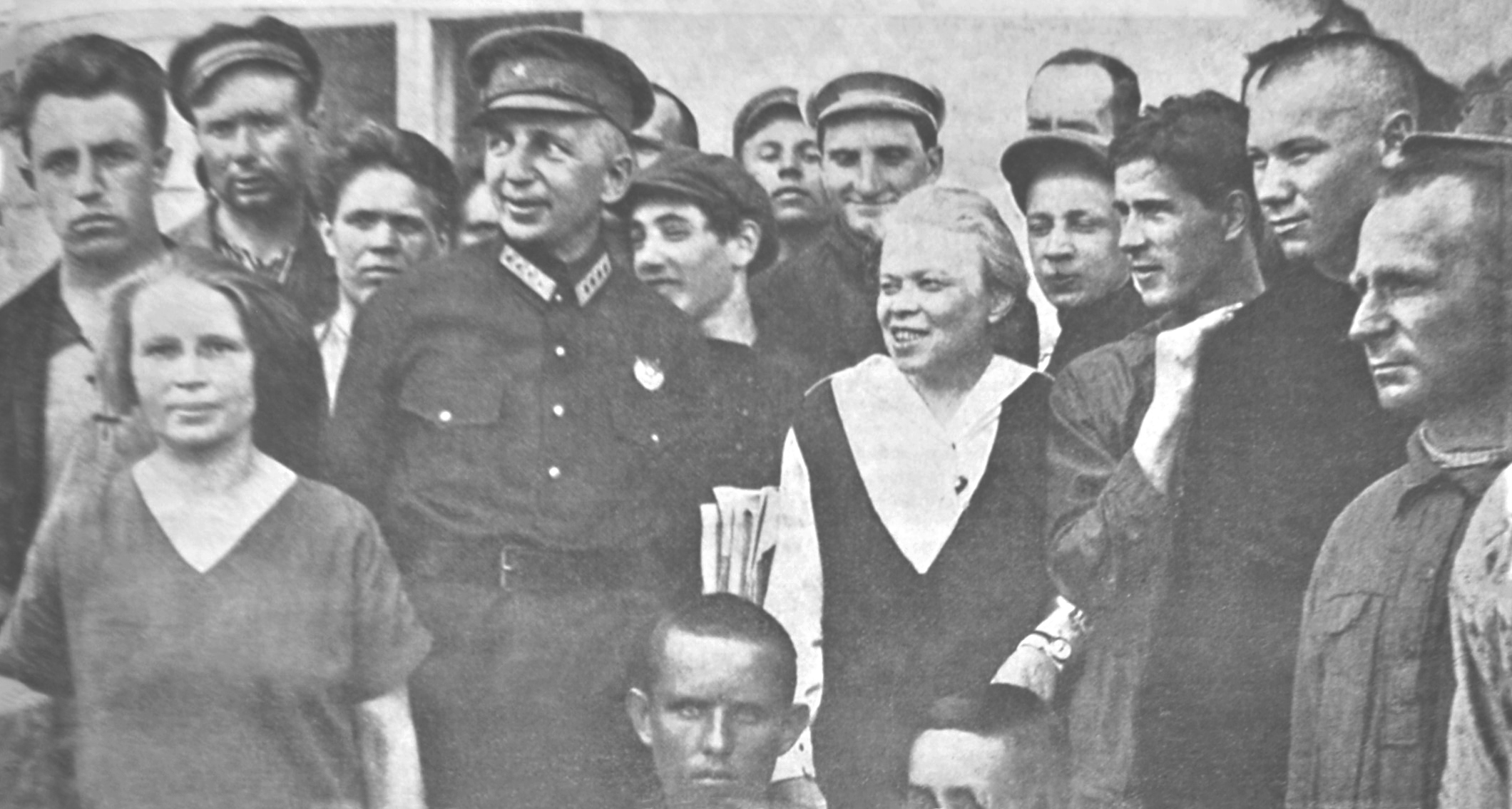
Andrei Búbnov (de uniforme militar) e Maria Ulyanova na reunião dos correspondentes operários e camponeses em 1926

Ele nem sempre foi ortodoxo: o Partido observou que ele estava com a "esquerda" em 1918, os "centralistas democráticos" em 1920-21 e os trotskistas em 1923, quando assinou a Declaração dos 46. Em janeiro de 1924, entretanto, ele passou a apoiar Josef Stalin e foi recompensado ao ser nomeado Chefe do Controle Político do Exército Vermelho. Da 13ª (1924) à 17ª (1934) Conferências do Partido, foi eleito para o comitê central.
Após o Golpe de Cantão em 20 de março de 1926, ele elaborou um acordo com o novo líder nacionalista Chiang Kai-shek. Ele então trabalhou com Grigori Voitinski e Fyodor Raskolnikov nas "Teses Preliminares sobre a Situação na China", que foram apresentadas ao CEIC em novembro e dezembro daquele ano.
Em 1929, ele substituiu Lunacharski como Comissário do Povo para a Educação. Como comissário de educação, ele encerrou o período de práticas educacionais experimentais progressivas e mudou a ênfase para o treinamento em habilidades industriais práticas. Foi nessa capacidade que ele participou do Primeiro Congresso de Museus de Toda a Rússia, realizado em Moscou em dezembro de 1930.

## À frente da educação soviética
Andrei Búbnov concentrou sua atenção principal na implementação da lei do ensino primário obrigatório universal, na eliminação do analfabetismo. Ele associou intimamente a implementação da educação universal à melhoria da qualidade do trabalho educacional, à politecnização da escola e à formação de professores qualificados.
Para aumentar o nível de alfabetização entre a população adulta, Bubnov cuidou do desenvolvimento de uma rede de bibliotecas. Em março de 1934, por sua iniciativa, foi adotada uma resolução do Comitê Executivo Central da URSS chamada "Sobre biblioteconomia na URSS". O Comissário do Povo para a Educação tentou proteger os monumentos culturais nacionais: mais de uma vez suspendeu obras perto de igrejas, pediu a reparação de monumentos danificados e protestou contra a transferência de instalações de igrejas para instituições que não podiam garantir sua segurança. Em grande parte graças aos esforços de Bubnov, a Academia de Artes de Toda a Rússia foi criada em 1932, posteriormente transformada na Academia de Artes da URSS.
Em conjunto com Máximo Gorki, Nikolai Semashko, Anna Yelizarova-Ulyanova, Gleb Krjijanovski Bubnov esteve nas origens da Detgiz, editora estatal especializada para crianças. Em 1933, o Comitê Central bolchevique adotou a resolução "Sobre a Editora de Literatura Infantil". Compilado com a participação do , o rascunho desta resolução definiu as principais metas, objetivos e características da Detgiz.
Contribuindo para a popularização na URSS do nome de Alexandre Pushkin em conexão com o 100º aniversário de sua morte, Bubnov fez parte do Comitê do Jubileu de Pushkin. Numerosas exposições foram preparadas em homenagem ao poeta, monumentos e salas de museus batizadas em sua honra foram restaurados e novos monumentos foram colocados. As falas de Pushkin foram impressas nas capas de cadernos de escolas. Também foram preparados e realizados eventos dedicados ao 75º aniversário do nascimento de Anton Tchekhov, foi criado o Museu Literário do Estado (inaugurado em 1934).

## Prisão e morte
As repressões políticas da segunda metade da década de 1930 foram impiedosas com muitos bolcheviques da escola leninista. Entre eles estava Búbnov. Em 17 de outubro de 1937, ele foi preso pela NKVD durante o Grande Expurgo e foi expulso do Comitê Central em novembro de 1937. 
Registros da época, que não foram divulgados até as décadas de 1980 e 1990, mostram que em janeiro de 1938, o Plenário do Comitê Central “retroativamente” formulou: “Com base em dados irrefutáveis, o Plenário reconhece a necessidade de se retirar dos membros do Comitê Central do Partido Comunista da União dos Bolcheviques e prender como inimigos do pessoas: Bauman, Bubnov, Bulin, V. Mezhlauk, Rukhimovich e Chernov, acabaram sendo descobertos como espiões alemães.” Ele foi condenado à morte em 1º de agosto de 1938 e executado no mesmo dia.
O modus operandi do regime soviético era muitas vezes manter em segredo o destino de determinadas pessoas expurgadas: fossem elas enviadas para o exílio interno em um campo de trabalhos forçados, enviadas para um hospital psiquiátrico (no qual o regime disfarçava o confinamento e a entorpecimento como formas de "cuidados de saúde" compassivos), ou executados. Essa política encorajou suas famílias e o público em geral a acreditar que provavelmente ainda estavam vivos em um acampamento ou hospital em algum lugar. Bubnov foi reabilitado postumamente em fevereiro de 1956 durante a desestalinização do degelo de Khrushchev. O governo soviético não divulgou as listas dos expurgados que já haviam sido executados. Assim, seus parentes muitas vezes ainda os procuravam em vários hospitais psiquiátricos até a década de 1970, como foi o caso de Búbnov.